# اسکودا هو! اسکودا هی!
اسکودا هو! اسکودا هی!، یک فیلم کمدی آمریکایی محصول ۱۹۴۸ به نویسندگی و کارگردانی اف. هیو هربرت با بازی جون هاور، لان مک‌کالیستر و والتر برنان است . منتشر شده توسط فاکس قرن بیستم. مرلین مونرو نقش کمی دارد و ناتالی وود جوان نیز در فیلم حضور دارد.

## خلاصه فیلم
این فیلم داستان دو برادر ناتنی متخاصم را روایت می‌کند که در مزرعه ای در غرب میانه با مادرشان زندگی می‌کنند. یکی از آنها به عنوان یک مزدور نزد کشاورز همسایه ای مشغول به کار می‌شود که از او یک جفت قاطر می‌خرد و باید آموزش آنها را بیاموزد، و دخترش عاشق او است، اگرچه او هر دو برادر را وسوسه می‌کند تا برای عشق او به رقابت بپردازند.